# Matvéi Muránov
Matvéi Konstantínovich Muránov (en ruso: Матвей Константинович Муранов, en ucraniano: Матвій Костянтинович Муранов) (29 de noviembrejul./ 11 de diciembre de 1873greg. — 9 de diciembre de 1959) fue un revolucionario bolchevique y político soviético de origen ucraniano.

## Biografía

### Inicios revolucionarios
Nació el 29 de noviembrejul./ 11 de diciembre de 1873greg. en una familia campesina en Rybtsy, cerca de Poltava. En 1900 Muránov se trasladó a Járkov y trabajó como obrero ferroviario. Se unió a la facción bolchevique del Partido Obrero Socialdemócrata de Rusia (POSDR) en 1904 y se convirtió en miembro del comité local del partido en 1907. En 1912 Muránov fue elegido para la 4ª Duma por la ciudad de Járkov y se convirtió en uno de los 6 diputados bolcheviques. Muránov fue el único diputado bolchevique (el otro, Román Malinovski, fue conocido más adelante como un agente de la policía secreta), que votó a favor de separarse de la facción rival menchevique del POSDR, el 15 de diciembre de 1912.
Tras el estallido de la Primera Guerra Mundial en agosto de 1914, Muránov y otros diputados bolcheviques siguieron el ejemplo del exiliado líder bolchevique Vladímir Lenin, denunciando la guerra y pidiendo a los soldados rusos levantarse en armas contra su propio gobierno. Los diputados bolcheviques viajaron por todo el país utilizando su inmunidad parlamentaria para fomentar las actividades revolucionarias. Fueron arrestados en noviembre de 1914, expulsados de la Duma y sometidos a juicio el 10 de febrero de 1915, por cargos de alta traición.
Frente a la pena de muerte, algunos diputados bolcheviques y Lev Kámenev, quien había sido enviado a Rusia para dirigir las actividades en enero de 1914, vacilaron y moderaron su posición. Muránov, sin embargo, adoptó un enfoque inflexible, lo cual aumentó su reputación dentro del partido bolchevique. Al final, el gobierno zarista arrojó gran parte de los cargos contra los acusados, que fueron defendidos hábilmente por el futuro jefe del Gobierno provisional ruso Alexander Kerensky y otros abogados. Muránov y otros diputados de la Duma fueron deportados a la remota región de Turujansk, en Siberia, de por vida.

### La Revolución de 1917
Después del derrocamiento de la dinastía Románov por la revolución de febrero de 1917, Muránov regresó a la capital, Petrogrado, junto con otros exiliados bolcheviques incluyendo a Lev Kámenev y Iósif Stalin. El 12 de marzo, se unió a la Oficina Rusa del Comité Central bolchevique, y el 16 de marzo se unió a la junta editorial del periódico bolchevique Pravda. Muránov y Stalin eran también miembros del Comité Ejecutivo del Sóviet de Petrogrado.
Muránov utilizó su capital político dentro del partido bolchevique, que había ganado con su comportamiento en el juicio de 1915, para proporcionar cobertura política a Kámenev, cuyo comportamiento en el juicio le había hecho sospechoso a los ojos de los soldados rasos bolcheviques. Juntos se hicieron cargo del Pravda y expulsaron a sus editores anteriores, Viacheslav Mólotov y Aleksandr Shliápnikov. Una vez en el control, abogaron por el apoyo condicional del recién formado Gobierno provisional ruso "en la medida de las luchas contra la reacción y contrarrevolución". Kámenev, Stalin y Muránov también sugirieron que los bolcheviques se deberían unir con el ala internacionalista de la facción rival menchevique del POSDR. Estas posiciones fueron adoptadas por la Conferencia del Partido Bolchevique de toda Rusia del 28 de marzo al 4 de abril de 1917.
Cuando Lenin y Grigori Zinóviev volvieron a Rusia el 3 de abril, se opusieron a la línea Kámenev-Stalin-Muránov y llamaron a una revolución socialista y a una ruptura total con los mencheviques en su lugar. Una vez que Lenin salió victorioso en la siguiente conferencia bolchevique de toda Rusia a finales de abril de 1917, Muránov fue enviado de regreso a Járkov para publicar el periódico bolchevique local, Proletariado.
En el 6 º Congreso del Partido bolchevique, a finales de julio y principios de agosto de 1917, Muránov fue elegido para el Comité Central del partido y se convirtió en miembro del Secretariado. El 5 de agosto, el Comité Central eligió a Muránov a su oficina permanente (uzki sostav).

### Político soviético
Muránov participó en la toma del poder de los bolcheviques durante la Revolución de octubre de 1917 y fue elegido para el Comité Ejecutivo Central Panruso (VTsIK) en el Segundo Congreso de los Soviets. El 27 de octubre, se convirtió en miembro de la Comisión bolchevique de la Comisión conjunta de la Izquierda Socialista Revolucionaria, encargada de preparar el Segundo Congreso de los Soviets de campesinos en la elusión del actual Comité Ejecutivo Central de los Soviets de Campesinos. Como miembro del Comité Central bolchevique, fue partidario de Lenin durante el debate dentro del partido sobre el Tratado de Brest-Litovsk a principios de 1918.
Muránov no fue reelegido miembro del Comité Central en el VII Congreso del Partido bolchevique en marzo de 1918, pero regresó al cuerpo después del Congreso del 8 de marzo de 1919. Continuó siendo miembro del Comité Central hasta 1923. Entre marzo de 1919 y abril de 1920, él era miembro candidato del Orgburó del Comité Central.
Durante las luchas en el interior del Partido durante la década de 1920, Muránov fue un aliado de Iósif Stalin. En el 11 º Congreso del Partido en 1922 fue elegido miembro de la Comisión Central de Control, un puesto en el que permaneció hasta 1934. Entre 1923 y 1934 fue también miembro de la Corte Suprema Soviética. En 1934 formó parte del Comité Ejecutivo Central Panruso.
Muránov sobrevivió a la Gran Purga, que se cobró la vida de la mayoría de los viejos bolcheviques, y se jubiló en 1939. Murió en Moscú el 9 de diciembre de 1959, dos días antes de cumplir los 86 años.